# Idaea aquitanaria
Idaea aquitanaria là một loài bướm đêm trong họ Geometridae.